# Minister of Munitions
Minister of Munitions war ein mit dem Munitions of War Act vom 2. Juli 1915 geschaffenes Amt in der britischen Regierung während des Ersten Weltkrieges. Der Minister war verantwortlich für das Überwachen und Kontrollieren der Produktion und Verteilung von Munition. Der Posten wurde als Reaktion auf die Munitionskrise von 1915 geschaffen, als in verschiedenen Zeitungen über einen Mangel an Munition und den Verdacht der Sabotage berichtet wurde. Unter der Führung des Liberalen David Lloyd George baute das Ministerium im ersten Jahr ein System auf, welches die Produktionskapazitäten erheblich erweiterte.

## Aufgabe

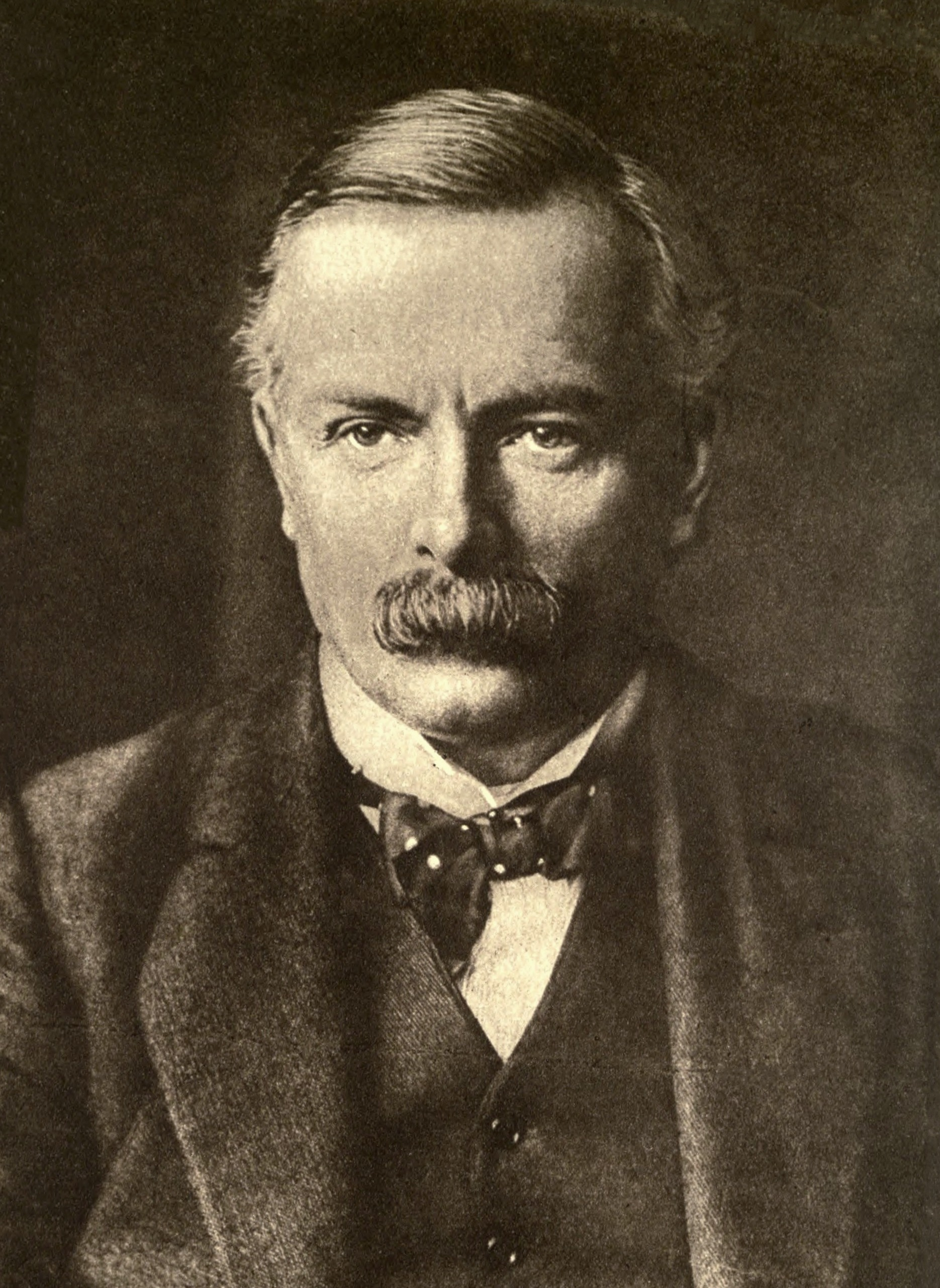
David Lloyd George, Minister 1915–1916

Durch die Munitionskrise wurde die öffentliche Meinung dahin gehend beeinflusst, dass der Armee die Munition ausginge. Es war ein starker Führer notwendig, der die Munitionsproduktion organisieren sollte. Als im Mai 1915 eine neue Koalitionsregierung gebildet wurde, wurde David Lloyd George Minister of Munitions. Er erarbeitete sich als Munitionsminister einen heldenhaften Ruf und seinen politischen Aufstieg.
Er schaltete sich unter anderem in den Arbeitskampf am Fluss Clyde ein. Um die Arbeitsbedingungen in den Fabriken zu überwachen, wurde der Geheimdienst Labour Intelligence Service unter Colonel Arthur Lee, dem Parliamentary Military Secretary, dem Ministerium angegliedert. Lloyd George war in seinem Amt so erfolgreich, dass er im Sommer 1916 Kriegsminister und im Dezember 1916 Premierminister wurde. Viele Historiker sind sich einig, dass er die nationale Moral gestärkt und die Aufmerksamkeit der Briten auf die Notwendigkeit einer höheren Produktion gelenkt hatte, meinten jedoch auch, dass der Anstieg der Munitionsproduktion zumindest teilweise auf Reformen vor seiner Amtszeit zurückzuführen gewesen sei.
Um die Effizienz und die Öffentlichkeitsarbeit des Ministeriums zu steigern, wurde eine Abteilung für Arbeiterwohlfahrt geschaffen. Diese verbesserte die Erste-Hilfe in den Betrieben, förderte die Arbeitssicherheit, verbesserte die medizinischen Bedingungen im Umgang mit gefährlichen Chemikalien und TNT, organisierte eine Kinderbetreuung, begrenzte die Überstunden und stellte Transport und Unterkunft für die Arbeiter zur Verfügung.
Das Ministerium war auf höchster Ebene besetzt mit hochrangigen Militärs und Geschäftsleuten, die von ihren Unternehmen für die Dauer des Krieges an das Ministerium ausgeliehen wurden. Diese Mitarbeiter waren in der Lage, die Bedürfnisse der Unternehmen mit denen des Staates abzugleichen und einen Kompromiss über den Preis der Waren und den Gewinn der Unternehmen zu erreichen. Regierungsvertreter kauften wichtige Rohstoffe im Ausland. Nach dem Aufkauf überwachte das Ministerium die Verteilung. Dadurch wurden Preiserhöhungen durch Spekulationen vermieden. So wurde beispielsweise die komplette Ernte indischer Jute aufgekauft und verteilt. Bei Stahl, Wolle, Leder und Flachs ging man ähnlich vor. Bis 1918 hatte das Ministerium 65.000 Mitarbeiter und beschäftigte drei Millionen Arbeiter in 20.000 Fabriken. Erstmals arbeitete auch eine große Zahl von Frauen in Ingenieurberufen. Das Ministerium wurde 1921 im Zuge von Umstrukturierungen der Regierung abgeschafft. Nach dem Waffenstillstand 1918 war die Arbeit des Ministeriums nicht mehr nötig.

## Richtlinien
Der Historiker John Marriott fasst die Richtlinien der Regierung zusammen:

„No private interest was to be permitted to obstruct the service, or imperil the safety, of the State. Trade Union regulations must be suspended; employers' profits must be limited, skilled men must fight, if not in the trenches, in the factories; man-power must be economize by the dilution of labour and the employment of women; Private factories must pass under the control of the State, and new national factories be set up.“

„Kein privates Interesse durfte den Dienst des Staates oder die Sicherheit einschränken. Gewerkschaftsrechte werden suspendiert; der Gewinn der Arbeitgeber muss begrenzt sein, erfahrene Männer müssen kämpfen, wenn nicht in den Graben, dann in den Fabriken; Arbeitskraft muss durch Milderung der Arbeitshärte und den Einsatz von Frauen gespart werden; Private Fabriken müssen unter die Kontrolle des Staates gebracht werden und neue nationale Fabriken müssen aufgebaut werden.“

## Ministers of Munitions, 1915–1921
| Name                             | Amtszeitbeginn    | Amtszeitende      |
| -------------------------------- | ----------------- | ----------------- |
| David Lloyd George               | 25. Mai 1915      | 9. Juli 1916      |
| Edwin Montagu                    | 9. Juli 1916      | 10. Dezember 1916 |
| Christopher Addison              | 10. Dezember 1916 | 17. Juli 1917     |
| Winston Churchill                | 17. Juli 1917     | 10. Januar 1919   |
| Andrew Weir, 1. Baron Inverforth | 10. Januar 1919   | 21. März 1921     |

## Parliamentary Secretaries to the Ministry of Munitions, 1916–1919
| Name                     | Amtszeitbeginn    | Amtszeitende    |
| ------------------------ | ----------------- | --------------- |
| Laming Worthington-Evans | 14. Dezember 1916 | 30. Januar 1918 |
| F. G. Kellaway           | 14. Dezember 1916 | 1. April 1920   |
| J. E. B. Seely           | 10. Juli 1918     | 10. Januar 1919 |
| John Baird               | 10. Januar 1919   | 29. April 1919  |

## Parliamentary and Financial Secretaries to the Ministry of Munitions, 1918–1921
| Name                     | Amtszeitbeginn  | Amtszeitende  |
| ------------------------ | --------------- | ------------- |
| Laming Worthington-Evans | 30. Januar 1918 | 18. Juli 1918 |
| James Hope               | 27. Januar 1919 | 31. März 1921 |